# Oldenlandia auricularia
Oldenlandia auricularia là một loài thực vật có hoa trong họ Thiến thảo. Loài này được (L.) K.Schum. mô tả khoa học đầu tiên năm 1891.